# Casa Jurídica
El Casa Jurídica o “Museo de la Reincorporación” se encuentra en la ciudad de Tacna, Perú. Fue el edificio donde se firmó la Acta de Reincorporación.

## Historia
El edificio fue construido en 1903 por el Arquitecto Constructor italiano Alberto Figin. Durante la Ocupación Chilena en Tacna, el 2 de marzo de 1926 el edificio fue comprado por el gobierno peruano a la familia Vargas, para la instalación de la Comisión Jurídica que tendría a su cargo la Reincorporación de Tacna.
El 28 de agosto de 1929, en este edificio las partes firmaron el Acta de Reincorporación de Tacna al Perú. El Tratado de Lima puso fin a una larga disputa fronteriza entre Perú y Chile. Desde 1880 la ciudad de Tacna había pertenecido a Chile. En 1929 se acordó que el Perú reincorporaría la ciudad de Tacna, mientras que Arica quedaría definitivamente con Chile.
La Casa Jurídica está abierto al público y contiene un Museo de la Reincorporación, la Galería de Arte de Tacna, y los históricos archivos regionales.

## Descripción
Es un amplio inmueble, ubicado en esquina de pasaje Calderón de la Barca. Es una casa de estilo muy sobrio, techos altos, puertas y ventanales, sin embargo el interior es de ambiente amplio y espacioso en el centro. La sala donde se firmó el Acta de Entrega, hoy luce los muebles de la época y en su interior se encuentran fotografías del histórico acontecimiento.

## Actualidad
Actualmente es la Sede Institucional del Archivo Regional de Tacna, encargada de administrar y custodiar el patrimonio documental, en su interior se tiene la presencia de la Pinacoteca y la Sala Museo de la Reincorporación.
Dentro del museo podemos encontrar documentos de la era colonial como archivos de juzgados, eclesiásticos, corregimientos y partidos, gobierno, real caja y cabildos.
De la era republicana existen documentos de juzgados, civiles, de la Corte Superior de Justicia, notariales y otros.
Además la Hemeroteca: Contiene periódicos editados en Tacna desde el año 1840, entre los más importantes destacan: “El Mensajero de Tacna”, “El Innovador”, “El Faro”, “El Tacora”, “La Justicia”, “La voz del Sur”, “La voz de Tacna” y “Correo”.   
El Fondo Fotográfico, contiene fotografías de diferentes formatos, correspondiente al siglo XX; así como las fotografías en Carte de Visite, tamaño pequeño utilizado como tarjetas de saludo.